# 듀크 (프로게이머)
듀크(1994년 12월 19일 ~ )는 대한민국의 전직 스타크래프트 프로게이머 및 리그 오브 레전드 프로게이머이다. 스타크래프트 프로게이머 당시 Klaus[S.O]라는 아이디를 사용했으며 리그 오브 레전드에서는 Duke라는 아이디를 사용했다.

## 선수 시절

### 스타크래프트
2010년 하반기 드래프트에서 SK텔레콤 T1의 4차 지명을 받아 입단했다.
2012년 2월, SouL로 이적했다. 2012년 스타크래프트 프로게이머 은퇴를 선언했다.

### 리그 오브 레전드
스타크래프트 프로게이머 은퇴 후 리그 오브 레전드 프로게이머를 준비한다는 소식이 알려졌다.
2013년 10월 29일, KT 롤스터 불리츠에 입단하면서 프로 커리어를 시작했다. 2013-2014 윈터 시즌 3.4위전에 출전했다. IEM 시즌 8 월드 챔피언십에서는 주전으로 출전해 팀의 우승에 기여했다.
2014 스프링 시즌에서는 챔피언스와 NLB에서 연속으로 탈락을 경험했다.
2014 서머 시즌을 앞두고 나진 블랙 소드에 입단했다. 2014 서머 시즌에는 번뜩이는 모습을 보여주었다. 팀은 챔피언스에서 NLB로 내려왔지만 NLB 준우승에 기여했다.
2015시즌을 앞두고 나진의 형제팀이 합쳐지면서 나진의 통합팀에 합류했다. 스프링 시즌 팀의 에이스로 활동했다. 스프링 시즌 종료 후 정규시즌 MVP를 수상했다. 서머 시즌에서도 괜찮은 모습을 보여주었다.
2016시즌을 앞두고 SK텔레콤 T1에 입단했다. 스프링 시즌 좋은 모습을 보이면서 팀의 우승에 기여했다. 듀크는 결승전 MVP를 수상했다. 스프링 시즌 우승으로 출전한 2016 MSI에서도 팀의 우승에 기여했다. 서머 시즌에서도 활약을 이어나가며 팀의 우승에 기여했다. 2016 롤드컵에서 듀크 본인은 정규시즌에 비해 살짝 내려온 모습을 보였지만 팀의 롤드컵 우승에 기여하는 모습을 보여주었다.
2017시즌을 앞두고 인빅투스 게이밍에 입단했다. 2017 스프링 시즌에서는 팀내 주전으로 활약했다. 서머 시즌에서는 더샤이와 주전경쟁을 하였다.
2018 스프링 시즌에서는 더샤이에게 주전 경쟁이 밀리면서 팀의 서브 선수로 내려왔다. 서머 시즌에서는 더샤이가 손목 부상을 당하자 출전기회를 얻게 되었다. 2018 롤드컵에서는 서브 멤버로 참여하면서 팀의 롤드컵 우승에 기여했다.
2019시즌에서는 더샤이의 서브 선수로 활동했다.
2019시즌 종료 후 현역 은퇴를 선언했다.

## 소속팀

### 스타크래프트
| # | 팀명        | 소속 기간          | 소속 리그 | 비고 |
| - | ----------- | ------------------ | --------- | ---- |
| 1 | SK텔레콤 T1 | 2010.08.23~2012.02 |           |      |
| 2 | STX 소울    | 2012.02~2012.07    |           |      |

### 리그 오브 레전드
| # | 팀명             | 소속 기간             | 소속 리그 | 비고 |
| - | ---------------- | --------------------- | --------- | ---- |
| 1 | KT 롤스터 불리츠 | 2013.10.29~2014.05.16 | LCK       |      |
| 2 | 나진 블랙 소드   | 2014.05.16~2015.12.01 | LCK       |      |
| 3 | SK텔레콤 T1      | 2015.12.07~2016.11.28 | LCK       |      |
| 4 | 인빅투스 게이밍  | 2016.12.18~2019.11.07 | LPL       |      |

## 수상 내역

### 스타크래프트
- 2010년 1월 제54회 스타크래프트 준프로게이머 선발전 입상

### 리그 오브 레전드
- IEM 시즌 8 월드 챔피언십 우승
- 아이티엔조이 나이스게임TV 리그 오브 레전드 배틀 서머 2014 준우승
- IEM 시즌 10 월드 챔피언십 우승
- 롯데 꼬깔콘 리그 오브 레전드 챔피언스 코리아 스프링 2016 우승
- 리그 오브 레전드 미드 시즌 인비테이셔널 2016 우승
- 리그 오브 레전드 월드 챔피언십 2016 우승
- 2017 신화 E-스포츠 컨퍼런스 우승
- 내셔널 e스포츠 토너먼트 2017 우승
- 리프트 라이벌즈 2018 우승
- 리그 오브 레전드 프로리그 서머 2018 준우승
- 리그 오브 레전드 월드 챔피언십 2018 우승
- 데마시아컵 윈터 2018 우승
- e스포츠 명예의 전당 히어로즈
- 리그 오브 레전드 프로리그 스프링 2019 우승
- 리프트 라이벌즈 2019 준우승